# Staatsbürgerschaft der DDR
Die Staatsbürgerschaft der DDR wurde am 20. Februar 1967 durch das Gesetz über die Staatsbürgerschaft der Deutschen Demokratischen Republik (Staatsbürgerschaftsgesetz) eingeführt, das von der Volkskammer der DDR beschlossen wurde. Von der Bundesrepublik Deutschland wurde das DDR-Staatsbürgerschaftsgesetz nicht generell für unbeachtlich gehalten, insoweit das Wiedervereinigungsgebot und damit auch der „Fortbestand der [gesamt-]deutschen Staatsangehörigkeit“ gewahrt blieben.

## Geschichte
Dieses Gesetz setzte in der Deutschen Demokratischen Republik das bis dahin gültige und in Gesamtdeutschland geltende Reichs- und Staatsangehörigkeitsgesetz (RuStAG) von 1913 außer Kraft (§ 19 Absatz 2) und hob die seit 1949 in der DDR-Verfassung festgeschriebene einheitliche deutsche Staatsangehörigkeit auf. Die neue Regelung der DDR-Staatsbürgerschaft sollte ein Ausdruck der eigenen Souveränität sein und die nationale Identität des sozialistischen Staates fördern. Offizielle Bezeichnung für die Bewohner der DDR und Ost-Berlins nach diesem Staatsbürgerschaftsrecht war DDR-Bürger bzw. Bürger der DDR. Bereits seit 1964 enthielten DDR-Personalausweise den Vermerk „für Bürger der Deutschen Demokratischen Republik“ statt wie zuvor „für deutsche Staatsangehörige“.
Formell-verfassungsrechtlich existierte bis zum Außerkrafttreten der ersten Verfassung der DDR am 9. April 1968 weiterhin „nur eine deutsche Staatsangehörigkeit“. Politisch hatte die Volkskammer sie aber schon mit dem Staatsbürgerschaftsgesetz vom 20. Februar 1967 durch die eigenständige „Staatsbürgerschaft der Deutschen Demokratischen Republik“ ersetzt, weshalb materiell-rechtlich und in der Verwaltungspraxis ab 23. Februar 1967 nur noch diese galt.
Als erstes westliches Land erkannte am 26. März 1975 Österreich die Staatsbürgerschaft der DDR an.

## Rechtliche Wirksamkeit im Verhältnis zum RuStAG
Gemäß ihrer Rechtsauffassung maß die Bundesrepublik Deutschland einer eigenständigen Staatsbürgerschaft der DDR nur eine begrenzte Bedeutung und Rechtswirkung bei. DDR-Bürger galten ebenso wie Bundesbürger als „Deutsche im Sinne des Grundgesetzes“ (Art. 116 GG). Daran hielt die Bundesrepublik auch fest, nachdem sie den Alleinvertretungsanspruch aufgegeben hatte. Die Anerkennung einer Staatsbürgerschaft der DDR durch die Bundesrepublik war eine der Geraer Forderungen Erich Honeckers.
Jeder DDR-Bürger hatte auch einen gesetzlichen Anspruch auf einen Reisepass der Bundesrepublik Deutschland, wobei dieser Anspruch von der DDR nicht anerkannt wurde. Praktisch bedeutete dies, dass Bürger, denen ein Visum für die Bundesrepublik erteilt wurde, dort den Reisepass kurzfristig erhalten konnten und damit auch Reisen in andere Länder unternehmen konnten. Vor der Rückkehr in die DDR wurde der bundesdeutsche Reisepass dann auf Wunsch amtlich verwahrt, da es den Bürgern nach DDR-Recht verboten war, den bundesdeutschen Reisepass zu erwerben. Theoretisch konnten DDR-Bürger etwa auch bei Auslandsreisen, zum Beispiel in das sozialistische Ausland, in konsularischen Vertretungen der Bundesrepublik einen bundesdeutschen Reisepass erwerben – dieser konnte aber ohne amtlichen Einreisestempel des sozialistischen Landes nicht zur Ausreise benutzt werden und war somit praktisch wertlos.
Das Bundesverfassungsgericht folgerte aus dem Wiedervereinigungsgebot, dass die Verleihung der DDR-Staatsbürgerschaft automatisch zum Erwerb der deutschen Staatsangehörigkeit im Sinne des Reichs- und Staatsangehörigkeitsgesetzes führte – also auch für Bürger, die vor der Einbürgerung im Sinne des Grundgesetzes keine Deutschen waren. Dies galt „innerhalb der Grenzen des ordre public“.
Im Jahr 1982 erließ die DDR-Regierung eine Verordnung, die alle bis dahin Geflüchteten straffrei stellte, aber zugleich ihre DDR-Staatsbürgerschaft aufhob. Der 1972 ausgehandelte Grundlagenvertrag hatte diese Punkte nicht geregelt.
Mit dem Einigungsvertrag vom 31. August 1990 und dem Beitritt der DDR am 3. Oktober 1990 wurde die Staatsbürgerschaft der DDR gegenstandslos.

## Erwerb und Verlust der Staatsbürgerschaft der Deutschen Demokratischen Republik
§ 1 des Staatsbürgerschaftsgesetzes (StBüG) regelte zunächst die initiale Vergabe der DDR-Staatsangehörigkeit, was aufgrund der zeitlichen Differenz zwischen Staatsgründung 1949 und Schaffung der Staatsangehörigkeit Fallunterscheidungen nötig machte.
Die erste (und größte) Fallgruppe waren diejenigen, die zum Zeitpunkt der Staatsgründung am 7. Oktober 1949 deutsche Staatsangehörige und im Gebiet der DDR ansässig waren und ihre Staatsbürgerschaft seitdem nicht verloren hatten. Diese wurden rückwirkend zu DDR-Staatsbürgern erklärt.
Zur zweiten Fallgruppe gehörten diejenigen, die bei der Staatsgründung 1949 deutsche Staatsangehörige waren und die 1967 keinen Wohnsitz oder ständigen Aufenthalt in der DDR hatten. Sofern diese keine andere Staatsbürgerschaft erworben hatten, konnten sie ihren Willen, Staatsbürger der DDR zu sein, durch Registrierung bei einem dafür zuständigen Organ der Deutschen Demokratischen Republik dokumentieren und wurden ebenfalls Staatsangehörige der DDR. Dies betraf beispielsweise Personen, die im Auftrag der SED oder der DDR im Ausland oder in der Bundesrepublik waren.
Die letzte Gruppe umfasste Personen, die nach 1967 die Staatsangehörigkeit erwarben oder einbüßten. Die Regeln hierfür legte § 4 StBüG fest.
Die Staatsbürgerschaft der Deutschen Demokratischen Republik wurde durch
- Abstammung,
- Geburt auf dem Hoheitsgebiet der Deutschen Demokratischen Republik oder
- Verleihung

erworben. Die Kombination aus Abstammungsprinzip (einschließlich aller in der Bundesrepublik geborenen Kinder sogenannter Zonenflüchtlinge) und Geburtsortsprinzip sollte möglichst niedrige Hürden bei dem Erwerb der Staatsbürgerschaft schaffen.
Umgekehrt wurden die Hürden für einen Verlust der DDR-Staatsbürgerschaft höchstmöglich angesiedelt. Ein freiwilliger Verzicht war nicht möglich. Gemäß § 9 StBüG endete die Staatsbürgerschaft nur durch
- Entlassung,
- Widerruf der Verleihung oder
- Aberkennung.

§ 3 Abs. 2 sollte darüber hinaus den Erwerb einer anderen Staatsangehörigkeit verhindern. Er regelte, dass ein DDR-Staatsbürger nur mit Zustimmung der zuständigen staatlichen Organe der DDR eine andere Staatsangehörigkeit annehmen durfte.
In der Wende strich die Volkskammer im Gesetz vom 29. Januar 1990 (GBl. I S. 31) § 3 Abs. 2 und ersetzte § 9 durch: „Die Staatsbürgerschaft der Deutschen Demokratischen Republik geht durch Verzicht verloren.“

## Rechtliche Besonderheiten
Das Staatsbürgerschaftsgesetz galt in Teilen der juristischen Fachwelt und auch aus verfassungsrechtlicher Sicht als problematisch. Zum Zeitpunkt seines Inkrafttretens im Februar 1967 stand es in einem offensichtlichen Widerspruch zur damals noch gültigen Verfassung von 1949, die ausdrücklich von einer einheitlichen deutschen Staatsangehörigkeit ausging. Die Einführung einer eigenen Staatsbürgerschaft der DDR war dort nicht vorgesehen. Eine entsprechende Anpassung der Gründungsverfassung erfolgte erst mit dem Inkrafttreten der neuen Verfassung, der Staatsratsverfassung vom 6. April 1968. Daraus ergab sich eine Phase von mehr als einem Jahr, in der die neue gesetzliche Regelung in Widerspruch zur geltenden Verfassungsordnung stand.
Problematisch an dem Gesetz war ferner, dass es rückwirkende Regelungen enthielt, da es die Staatsbürgerschaft auf Personen bezog, die bereits seit dem Gründungsdatum der DDR am 7. Oktober 1949 ihren Wohnsitz im Staatsgebiet gehabt hatten (§ 1 Abs. 1 StBüG). Diese Rückwirkung warf rechtsstaatliche Fragen auf, insbesondere weil das Gesetz selbst keine ausdrückliche Rechtsgrundlage für eine Rückdatierung enthielt und das Staatsgebiet nach der Verfassung der DDR von 1949 eigentlich alle deutschen Länder sowie ganz Berlin umfasste. Rechtswissenschaftlich wurde die rückwirkende Geltung des Gesetzes teilweise als Verstoß gegen das Rückwirkungsverbot und das Prinzip der Normenklarheit bewertet.
Aufgrund der Vorbehaltsrechte der Alliierten galten Gesetze der DDR-Volkskammer in Ost-Berlin nicht automatisch. Dort mussten sie zunächst vom Magistrat von Groß-Berlin (Ost-Berlin) durch Verordnung in Kraft gesetzt und im Verordnungsblatt Groß-Berlins (Ost-Berlin) verkündet werden. Diese Praxis wurde erst im Jahr 1977 durch eine allgemeine Verordnung beendet, die festlegte, dass alle Gesetze der DDR fortan automatisch auch in der „Hauptstadt der DDR“ (Ost-Berlin) gelten. Das Staatsbürgerschaftsgesetz von 1967 wurde jedoch nie durch den Magistrat verkündet und war daher auch nach damaligem DDR-Recht in Ost-Berlin bis 1977 formal nicht gültig.
In West-Berlin galten Gesetze der Bundesrepublik Deutschland ebenfalls nicht automatisch. Dort bedurften sie der Zustimmung sowohl des Senats von Berlin (West) als auch der Westalliierten. Eine rechtliche Wirkung des DDR-Staatsangehörigkeitsgesetzes für West-Berliner war daher grundsätzlich ausgeschlossen.
Darüber hinaus wies das Gesetz an mehreren Stellen Regelungslücken auf, etwa hinsichtlich der Staatsangehörigkeit von Kriegsheimkehrern, Spätaussiedlern oder Personen, die zwischen 1949 und 1967 zeitweise außerhalb der DDR lebten, jedoch keine andere Staatsangehörigkeit erworben hatten. Die unklare Rechtslage erlaubte es den Behörden, in Einzelfällen eigenständig zu entscheiden, ob und wann eine Person als DDR-Staatsbürger anzusehen war. Dies führte in der Verwaltungspraxis zu einer politisch motivierten oder selektiven Anwendung des Staatsbürgerschaftsrechts – etwa durch die Versagung staatsbürgerlicher Rechte oder durch die nachträgliche Aberkennung der Staatsbürgerschaft bei oppositionell eingestellten Personen oder Rückkehrern aus dem westlichen Ausland und der Bundesrepublik.
Die genannten Schwächen des Gesetzes trugen maßgeblich dazu bei, dass der Staatsbürgerschaftsstatus in der DDR nicht nur ein rechtliches, sondern auch ein politisches Steuerungsinstrument darstellte.

## Ausbürgerungen
§ 13 StBüG regelte, „die Staatsbürgerschaft der Deutschen Demokratischen Republik kann Bürgern, die ihren Wohnsitz oder Aufenthalt außerhalb der Deutschen Demokratischen Republik haben, wegen grober Verletzung der staatsbürgerlichen Pflichten aberkannt werden.“
Dies war die Rechtsgrundlage für die Ausbürgerungen, mit denen die DDR sich unliebsamer Oppositioneller entledigte.
Opfern einer Ausbürgerung wurden von der Regierung, dem Ministerrat der DDR, die Staatsbürgerschaft aberkannt, z. B.
- Wolf Biermann.

Opfer einer Ausbürgerung sind aber auch politische Gefangene der DDR, die in der Haft genötigt wurden, einen Antrag auf Entlassung aus der Staatsbürgerschaft zu stellen, z. B.
- Jürgen Fuchs,
- Roland Jahn,
- Vera Lengsfeld,
- Frank-Wolf Matthies.[9]

Durch das Gesetz vom 29. Januar 1990 wurde auch der § 13 aufgehoben.